# Viðoy

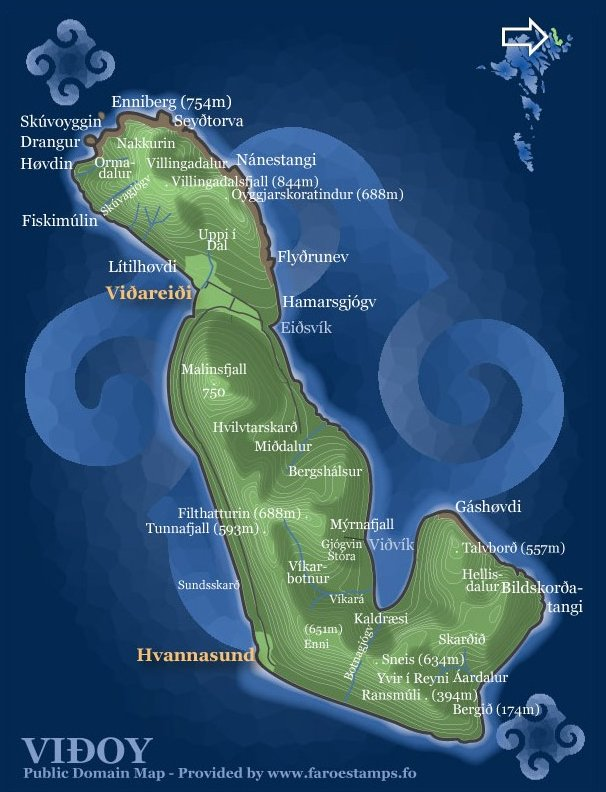
Bản đồ Viðoy

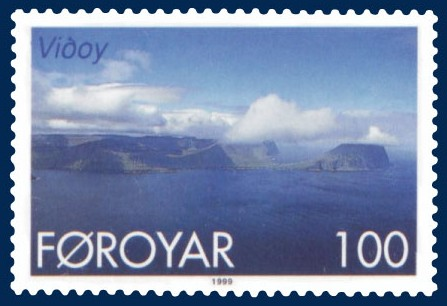
Tem thư FR 349 về Viðoy của Bưu điện Faoe
Phát hành: 25.5.1999
Hình: Per á Hædd

Viðoy là 1 đảo của Quần đảo Faroe, nằm ở cực bắc của quần đảo, về phía đông của đảo Borðoy. Tên đảo có nghĩa là đảo gỗ vì xưa có các bè gỗ từ Siberia và Bắc Mỹ trôi giạt vào đảo (bản thân đảo không có rừng cây).

## Địa lý và dân số
Đảo có diện tích là 41 km² với 617 cư dân, ngụ trong 2 làng là Hvannasund ở bờ biển phía tây nam và Viðareiði ở bờ tây bắc. Có 1 đường dọc theo bờ biển phía tây, nối giao thông giữa 2 làng này. Cũng có 1 đường đê nối đảo Viðoy với làng Norðdepil trên đảo Borðoy và tuyến xe bus chạy trên đường đê này từ Klaksvík (đảo Borðoy) tới Viðoy
Viðoy có 11 ngọn núi rất khó trèo, trong đó ngọn Villingadalsfjall nằm ở vị trí cực bắc của Quần đảo. Bờ phía bắc cũng có vách đá Enniberg cao 750 m, là vách đá cao nhất châu Âu

## Lịch sử
Thứ Sáu tuần thánh, ngày 23.4.1943 thủy phi cơ Catalina của Anh trên đường bay tới Na Uy, đã đâm vào sườn núi ở Viðvíksrók khiến cho 8 người thiệt mạng. Nay vẫn còn xác máy bay đó ở gần Viðvíksrók.
Ở làng Viðareiði có 1 nhà thờ và nhà xứ, xây dựng từ năm 1892. Nhà thờ này có bộ đồ phụng tự bằng bạc do nước Anh tặng, để cảm ơn việc cứu thoát thủy thủ đoàn của tàu buồm Marwood, bị đắm ở ngoài đảo Vidoy năm 1847.

## Các núi
Viðoy có 11 núì
| Hạng | Tên                | Độ cao |
| ---- | ------------------ | ------ |
| 3    | Villingadalsfjall  | 841m   |
| 24   | Nakkurin (norðari) | 754m   |
| 29   | Malinsfjall        | 750m   |
| 52   | Filthatturin       | 688m   |
| 53   | Oyggjarskoratindur | 687m   |
| 67   | Enni               | 651m   |
| 84   | Sneis              | 634m   |
| 116  | Tunnafjall         | 593m   |
| 147  | Talvborð           | 557m   |
| 174  | Mølin              | 511m   |
| 192  | Nakkurin           | 481m   |